# 科洛德尼察河 (德涅斯特河右支流)
科洛德尼察河（烏克蘭語：Колодниця），是烏克蘭的河流，位於該國西部，屬於德涅斯特河的右支流，發源自濟米夫基附近，流經利沃夫州，河道全長69公里，流域面積323平方公里。